# Котлите
Котлите, известен още като „водопадът на Дракул“, е каскаден водопад, разположен на 50 км от град София в Западна Стара планина, близо до град Годеч, по поречието на река Дракул. Той е природна забележителност от 1981 г. и е вписан в Регистъра на защитените територии и защитените зони на България с № 436.

## Местоположение
Водопадът се намира на около 200 метра от Букоровския манастир, близо до селата Букоровци и Туден. Пътеката, която тръгва от манастира излиза от горната страна на водопада, а слизането до котела под него е по много стръмна пътечка сред високи отвесни скали.

## Характеристики
Водопадът е разположен на надморска височина от 665 метра и образува 3 пада на водата с обща височина около 20 метра. В долната му част се образува малко езерце.
Най-пълноводен е през пролетта, след топенето на снеговете. През лятото и есента водопадът пресъхва.

## Галерия
През по-голямата част от годината водопада е пресъхнал.

## Легенди
Старото наименование „водопадът на Дракула“ идва от древно предание, според което тук е идвал да се мие и пие вода огромен дракон. Около километър по-надолу по коритото на река Дракул, високо в скалите се намира и огромния отвор на „пещерата на Дракула“, където според преданието е било леговището на дракона.